# Timo Salminen
Timo Oskari Salminen (* 11. Juli 1952 in Helsinki, Finnland) ist ein finnischer Kameramann.

## Leben
Timo Salminen wurde als Sohn des finnischen Schauspielers und Regisseurs Ville Salminen geboren.
Timo Salminen ist vor allem aufgrund seiner Zusammenarbeit mit den Regisseuren Mika und mit Aki Kaurismäki in Filmen wie Leningrad Cowboys Go America, Ariel, Das Mädchen aus der Streichholzfabrik, Vertrag mit meinem Killer, Das Leben der Bohème und Le Havre bekannt. Er ist der Sohn des Regisseurs Ville Salminen und Bruder des Schauspielers Ville-Veikko Salminen.
Salminen gewann viermal den finnischen Filmpreis Jussi und war in den Jahren 2002 und 2006 für den europäischen Filmpreis nominiert.
Timo Salminen arbeitet seit 1983 mit Aki Kaurismäki zusammen, das letzte Mal in seinem 2017 auf der Berlinale vorgestellten Film Die andere Seite der Hoffnung. Kaurismäki sagt über seine Zusammenarbeit mit Salminen in einem Interview mit Profil.at auf die Frage, ob er überhaupt noch mit Salminen kommuniziere:
„Nach 36 Jahren nicht mehr. Wir haben gemeinsam begonnen. Für die ersten beiden Filme erstellten wir noch Pläne und Storyboards, kamen dann aber überein, dass das so nicht funktioniert. Denn er hatte jede Menge Arbeit mit dem Licht, ich mit dem Geschichtenerzählen. Also beschlossen wir stumm, dass er sich um Kamera, Objektiv und Licht kümmern sollte - und ich mich um die Story. So ist das bis heute geblieben.“

## Filmografie (Auswahl)
- 1982: Die Wertlosen (Arvottomat)
- 1983: Crime and Punishment (Rikos ja rangaistus)
- 1984: Der Clan – Die Geschichte der Frösche (Klaani: Tarina Sammakoitten suvusta)
- 1985: Reise in die Finsternis (Rosso)
- 1986: Schatten im Paradies (Varjoja paratiisissa)
- 1987: Hamlet goes Business (Hamlet Liikemaailmassa)
- 1988: Ariel
- 1989: Leningrad Cowboys Go America
- 1990: Das Mädchen aus der Streichholzfabrik (Tulitikkutehtaan tyttö)
- 1990: Hölle am Amazonas (Amazon)
- 1990: Vertrag mit meinem Killer (I Hired a Contract Killer)
- 1992: Das Leben der Bohème (La Vie de Bohème)
- 1993: Die letzte Grenze (The last border - viimeisellä rajalla)
- 1994: Die Leningrad Cowboys treffen Moses (Leningrad Cowboys Meet Moses)
- 1994: Tatjana – Take Care Of Your Scarf (Pidä huivista kiinni, Tatjana)
- 1996: Wolken ziehen vorüber (Kauas pilvet karkaavat)
- 1999: Juha
- 2000: Sehnsucht nach Jack (Highway Society)
- 2002: Der Mann ohne Vergangenheit (Mies vailla menneisyyttä)
- 2002: Dogs Have No Hell
- 2004: Europäische Visionen (Visions of Europe) (Segment Bico)
- 2004: Honey Baby
- 2006: Lichter der Vorstadt (Laitakaupungin valot)
- 2011: Le Havre
- 2014: Jauja – Das verschwundene Paradies (Jauja)
- 2014: Pause
- 2016: Axilas
- 2017: Die andere Seite der Hoffnung (Toivon tuolla puolen)
- 2023: Eureka
- 2023: Fallende Blätter (Kuolleet lehdet)
- 2024: El jockey